# 內費迪夫卡
50°13′2″N 37°23′10″E / 50.21722°N 37.38611°E
內費迪夫卡（烏克蘭語：Нефедівка）是位於烏克蘭東部的村莊，由哈爾科夫州庫皮揚斯克區的維利胡瓦特卡市鎮負責管轄。該村始建於1699年，面積1.47平方公里，海拔高度151米，2001年人口128，人口密度每平方公里87.2人。